# Orgazm (Skamieniałe Miasto)
Orgazm – jeden z ostańców w rezerwacie przyrody Skamieniałe Miasto na Pogórzu Ciężkowickim, w mieście Ciężkowice w województwie małopolskim, w powiecie tarnowskim, w gminie miejsko-wiejskiej Ciężkowice. Znajduje się pomiędzy skałami Borsuk i Piramidy, ale nie przy ścieżce szlaku turystycznego, lecz w lesie po jego północnej stronie, w odległości około 100 m od szlaku.
Podobnie, jak wszystkie pozostałe skały w Skamieniałym Mieście Orgazm zbudowany jest z piaskowca ciężkowickiego, który wyodrębnił się w okresie polodowcowym w wyniku selektywnego wietrzenia. Najbardziej na wietrzenie narażone były płaszczyzny spękań ciosowych, przetrwały zaś fragmenty najbardziej odporne na wietrzenie. Doprowadziło to do powstania różnorodnych, izolowanych od siebie form skałkowych. W procesie ich powstawania odegrały rolę również powierzchniowe ruchy grawitacyjne i obrywy, które powodowały przemieszczenia się niektórych ostańców i ich wychylenia od pionu.
Orgazm nadaje się do boulderingu. Są na nim 13 drogiwspinaczkowe (baldy) o trudności od 5+ do 7c w skali francuskiej. Wspinanie jednak jest zabronione.

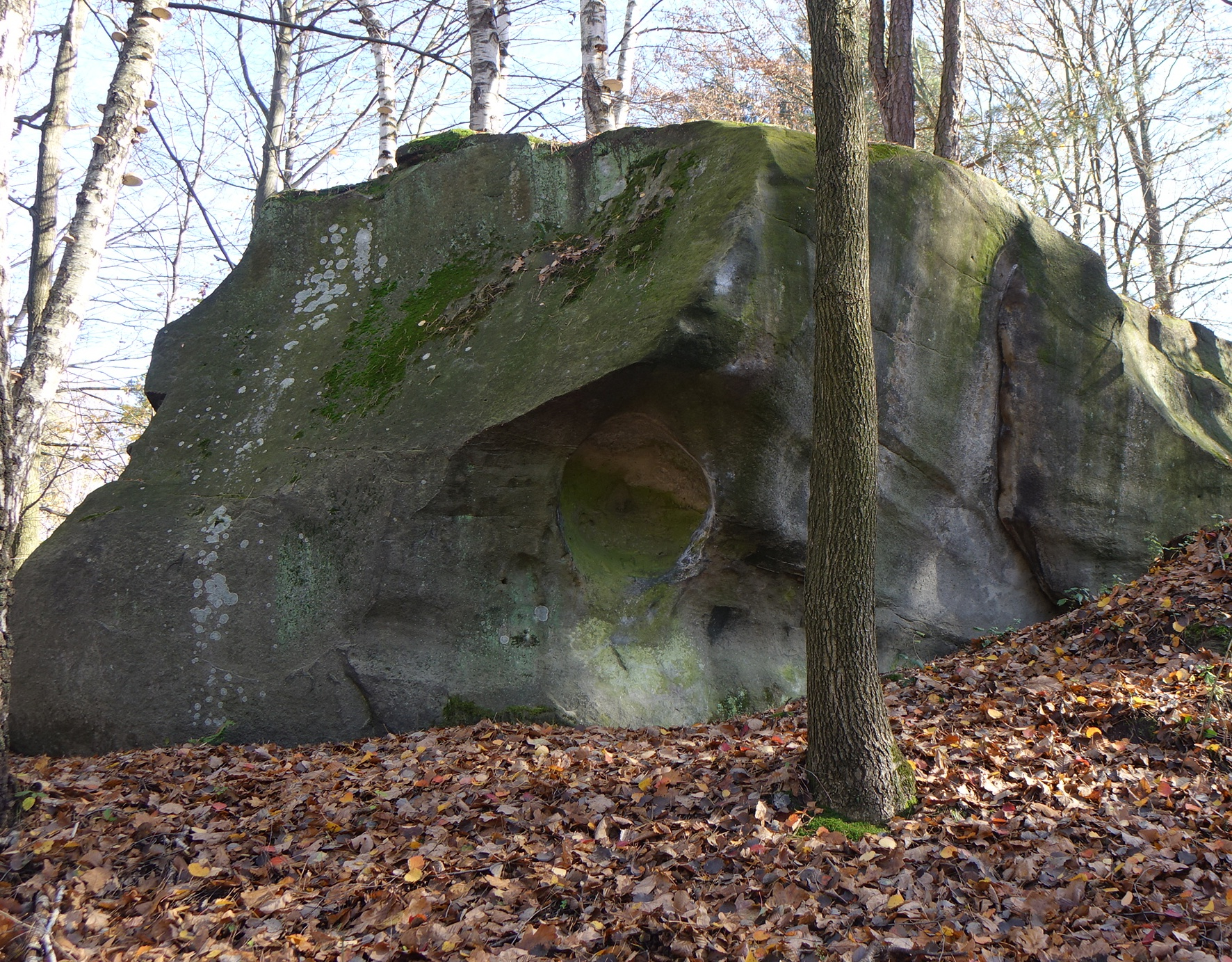
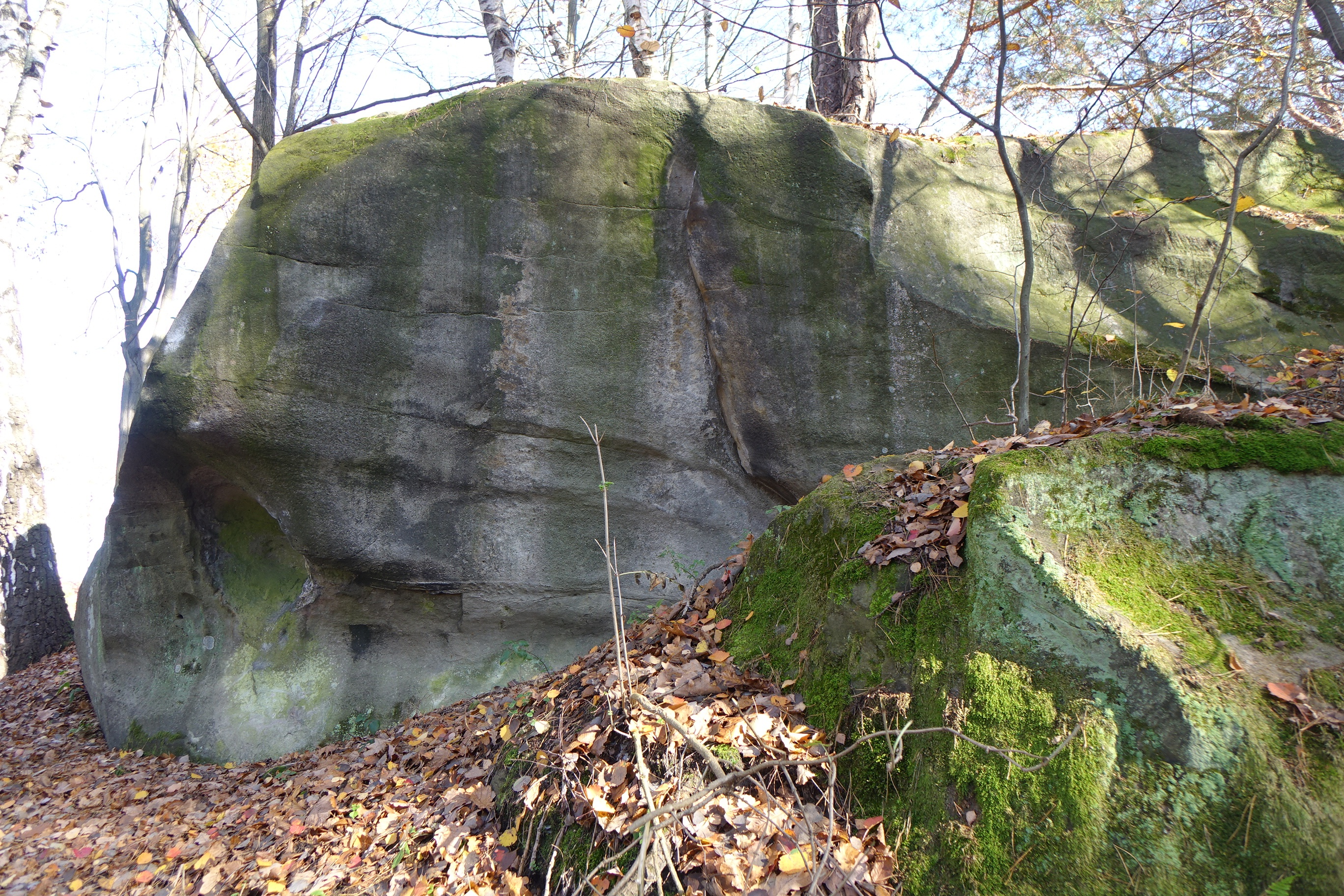
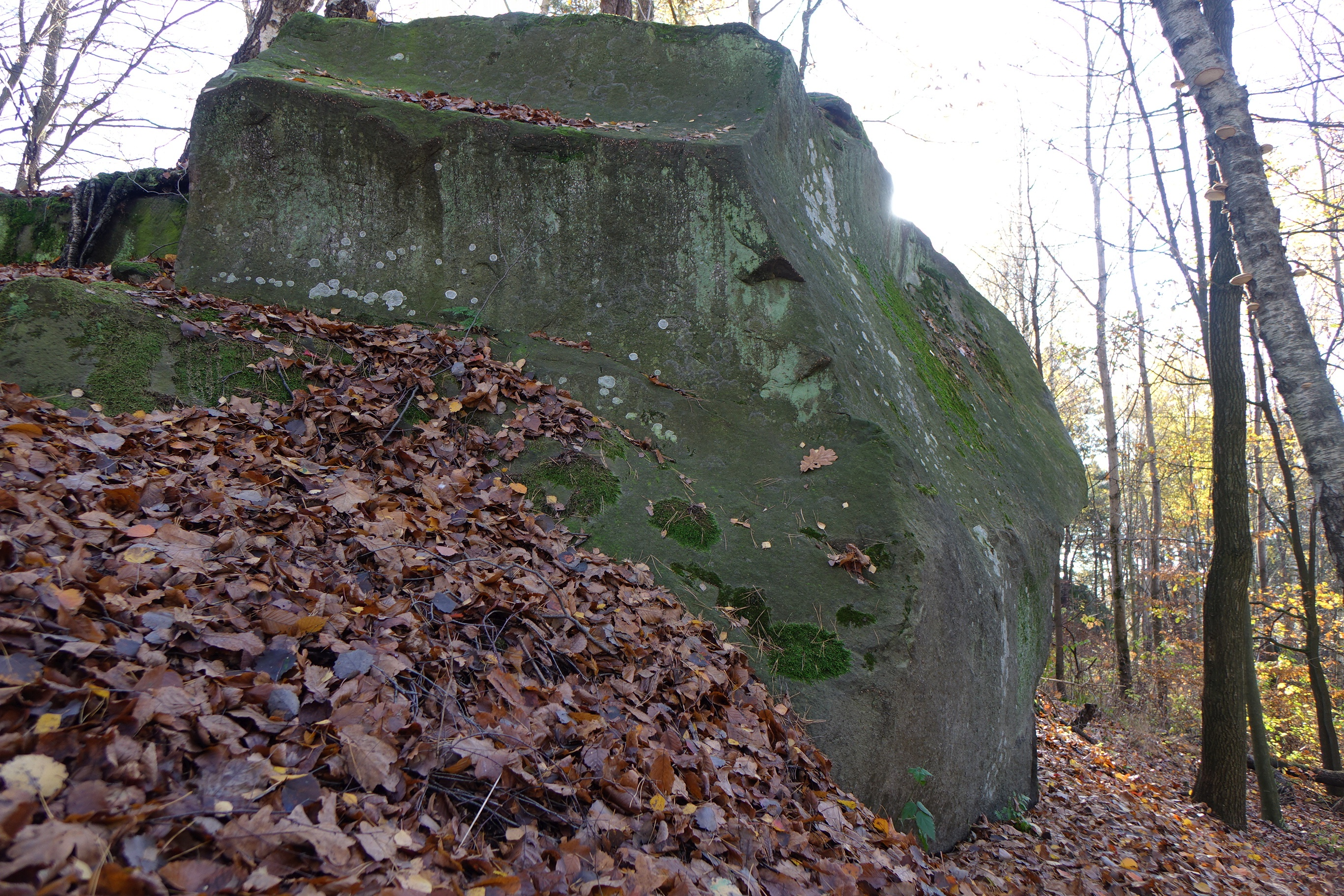